# Ditionato

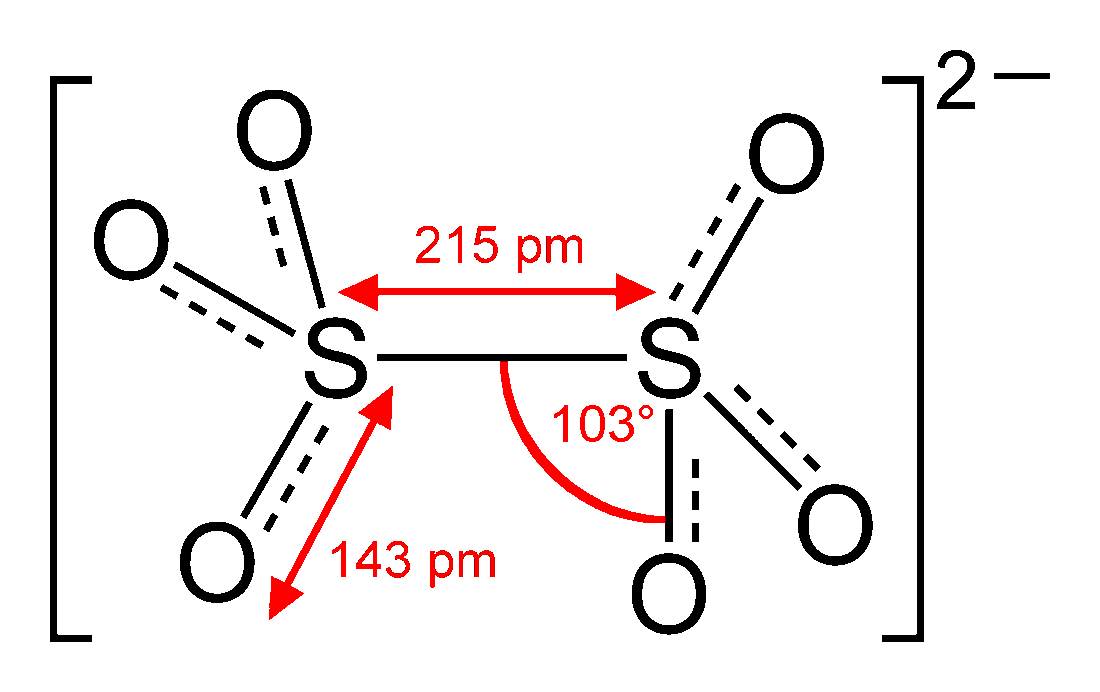
La formula di struttura dello ione ditionato.

Lo ione ditionato è un ossoanione di formula S2O2−6 con massa molecolare di 160,13 u.
Secondo la IUPAC il nome è esaossodisolfato(V). Formalmente deriva dall'addizione di SO2 all'H2SO4. Lo zolfo ha numero di ossidazione +5 e in presenza di forti ossidanti o riducenti prende parte a reazioni di ossidoriduzione formando solfato, solfito o ditionito. La stabilità della specie permette di bollire le soluzioni acquose senza che decomponga.
Viene preparato per ossidazione della SO2 con biossido di manganese:
{\displaystyle {\ce {MnO2 + SO2 -> Mn^2+ + S2O6^2-}}}
Poi l'anione viene precipitato come BaS2O6 e addizionato di acido solforico per ottenere una soluzione di acido ditionico:
{\displaystyle {\ce {BaS2O6 + H2SO4 -> BaSO4 + HS2O6^2-}}}